# Elecciones legislativas de Polonia de 1961
Las elecciones parlamentarias se celebraron en Polonia el 16 de abril de 1961. Fueron las terceras elecciones al Sejm, el parlamento de la República Popular de Polonia, y cuartas en la Polonia comunista. Tuvieron lugar el 16 de abril.

## Fondo
Las elecciones de 1961 siguieron las reglas liberalizadas preparadas para aquellos en 1957, pero en comparación con la situación de hace cinco años, la sociedad polaca era mucho más apática y decepcionada con el gobierno. Las elecciones, como todas las demás bajo los regímenes comunistas en Polonia, no fueron libres y los resultados de las elecciones de 1961 se consideran falsificados, nuevamente una ocurrencia común de esa época.
El sistema electoral era muy similar al de Alemania Oriental, donde aparentemente había múltiples partidos, pero su participación se vio atenuada por la membresía obligatoria de una "lista de unidad" que siempre fue leal a la hegemonía comunista. En la práctica, los electores solo tenían la opción de aprobar o desaprobar las listas en lugar de elegir realmente a su candidato preferido. Había independientes; sin embargo, serían elegidos solo si la mayoría de los votantes en un electorado de múltiples miembros votaron en contra de la lista oficial. Además, aquellos a quienes se les permitió registrarse y postularse como independientes tuvieron que pasar por un proceso de aprobación, que invariablemente rechazó a cualquiera que fuera demasiado opositor. (Esto último también es una característica de la manipulación electoral iraní actual). Aunque no hubo falsificaciones flagrantes como relleno de papeletas o intimidación abierta de los votantes que acudieron, los historiógrafos de la historia polaca consideran invariablemente que estas elecciones fueron fraudulentas, debido a las peculiaridades anteriores.

## Resultados
| Partido                   | Partido                         | Votos      | %    | Escaños | +/– |
| ------------------------- | ------------------------------- | ---------- | ---- | ------- | --- |
| Frente de Unidad Nacional | Partido Obrero Unificado Polaco | 17,342,570 | 98.3 | 256     | +17 |
| Frente de Unidad Nacional | Partido Campesino Unificado     | 17,342,570 | 98.3 | 117     | –1  |
| Frente de Unidad Nacional | Partido Demócrata de Polonia    | 17,342,570 | 98.3 | 39      | 0   |
| Frente de Unidad Nacional | Independientes                  | 17,342,570 | 98.3 | 48      | –15 |
| Votos en blanco           | Votos en blanco                 | 292,009    | 1.7  | –       | –   |
| Votos inválidos           | Votos inválidos                 | 19,067     | –    | –       | –   |
| Total                     | Total                           | 17,653,646 | 100  | 460     | +1  |
| Votantes registrados      | Votantes registrados            | 18,615,185 | 94.8 | –       | –   |
| Fuente: Nohlen & Stöver   |                                 |            |      |         |     |